# Canuza
Canuza là một chi bướm đêm thuộc họ Crambidae.

## Các loài
- Canuza acmias Meyrick, 1897
- Canuza euspilella Walker, 1866